# Trichotonannus
Trichotonannus is een geslacht van wantsen uit de familie van de Ceratocombidae (Bladmoswantsen). Het geslacht werd voor het eerst wetenschappelijk beschreven door Odo Reuter in 1891 .

## Soorten
Het genus bevat de volgende soorten:

- Trichotonannus delamarei Wygodzinsky, 1953
- Trichotonannus dundo Wygodzinsky, 1953
- Trichotonannus makilingensis Wygodzinsky, 1951
- Trichotonannus oidipos Stys, 1977
- Trichotonannus setulosus (Reuter, 1891)
- Trichotonannus sulawesicus Carvalho, 1989